# Manuel Lopes de Almeida
Manuel Lopes de Almeida (* 16. August 1900 in Benavente, Distrikt Santarém; † 15. Dezember 1980) war ein portugiesischer Hochschullehrer, Historiker und Politiker, der unter anderem von 1961 bis 1962 Minister für nationale Bildung war.

## Leben
Almeida begann nach dem Schulbesuch zunächst ein Studium der Medizin an der Universität Coimbra, wechselte aber einige Zeit später an die diré dortige Fakultät für Geisteswissenschaften. Dort absolvierte er ein Studium der Geschichte sowie der Geografie, das er 1930 mit einem Lizenziat abschloss. Er war zwischen 1934 und 1936 Kabinettschef des Ministers für öffentlichen Unterricht Eusébio Tamagnini. 1938 wurde er erstmals zum Mitglied der Nationalversammlung (Assembleia Nacional) gewählt und gehörte dieser bis zu seinem Mandatsverzicht am 21. Juli 1940 an. Während seiner Parlamentszugehörigkeit fungierte er als Sekretär des Plenums. Am 21. Juli 1940 legte er sein Mandat nieder, nachdem er zum kommissarischen Generaldirektor für Hochschulbildung und schöne Künste ernannt wurde. Kurz darauf wurde er am 28. August 1940 zum Unterstaatssekretär im Ministerium für nationale Bildung (Subsecretário de Estado da Educação Nacional) berufen und bekleidete diesen Posten bis zum 6. September 1941.
Zwischenzeitlich hatte Almeida 1940 einen Doktor der Geschichtswissenschaften an der Universität Coimbra erworben und übernahm daraufhin 1941 eine Professur für Geschichtswissenschaften an dieser Universität. 1949 wurde er erneut Mitglied der Assembleia Nacional und vertrat in dieser nunmehr zwanzig Jahre lang bis 1969 den Wahlkreis Santarém. Während seiner Parlamentszugehörigkeit war er Mitglied verschiedener Ausschüsse, und zwar in von 1949 bis 1961 für Nationale Bildung, Volkskultur, spirituelle und moralische Interessen sowie von 1953 bis 1961 sowie erneut von 1965 bis 1969 für Gesetzgebung und Schriftführung.
Am 4. Mai 1961 wurde Almeida von Premierminister António de Oliveira Salazar zum Minister für Nationale Bildung (Ministro da Educação Nacional) berufen und übte dieses Amt bis zum 4. Dezember 1962 aus.

## Ehrungen und Auszeichnungen
Almeida wurde mehrmals ausgezeichnet und erhielt unter anderem am 17. März 1938 die Würde als Kommandeur des Militärischen Christusorden (Ordem Militar de Cristo), am 30. April die Würde als Großoffizier dieses Ordens sowie am 19. Juli 1961 das Großkreuz des Orden des Infanten Dom Henrique (Ordem do Infante D. Henrique), am 19. August 1970 das Großkreuz des Orden des heiligen Jakob vom Schwert (Ordem de Sant’Iago da Espada). 

## Veröffentlichungen
- Documentos da reforma pombalina, Coimbra 1940
- Livro 2.̊ do Registo das cartas dos governadores das armas (1653–1657), Mitautor César Pegado, Coimbra 1940
- Artes e ofícios em documentos da Universidade, Coimbra 1940